# Coccinella (Gattung)

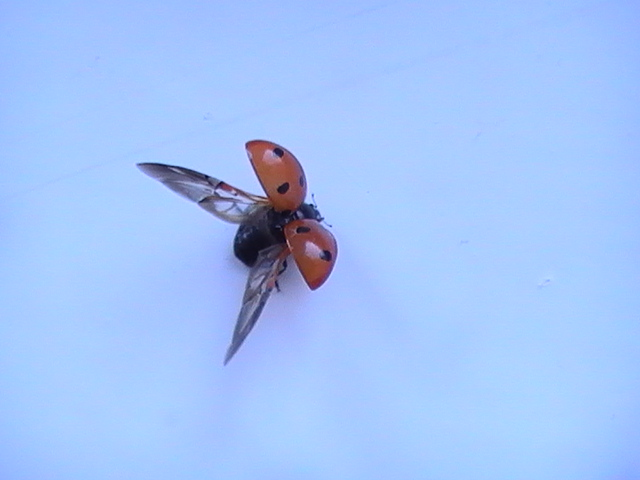
Siebenpunkt-Marienkäfer vor dem Abflug

Coccinella (von latein. coccinus = scharlachrot) ist eine Gattung aus der Familie der Marienkäfer (Coccinellidae) mit weltweit rund 4.000 Arten. Die bekannteste der rund 80, in Deutschland heimischen, Marienkäferarten ist Coccinella septempunctata, der Siebenpunkt-Marienkäfer.

## Merkmale

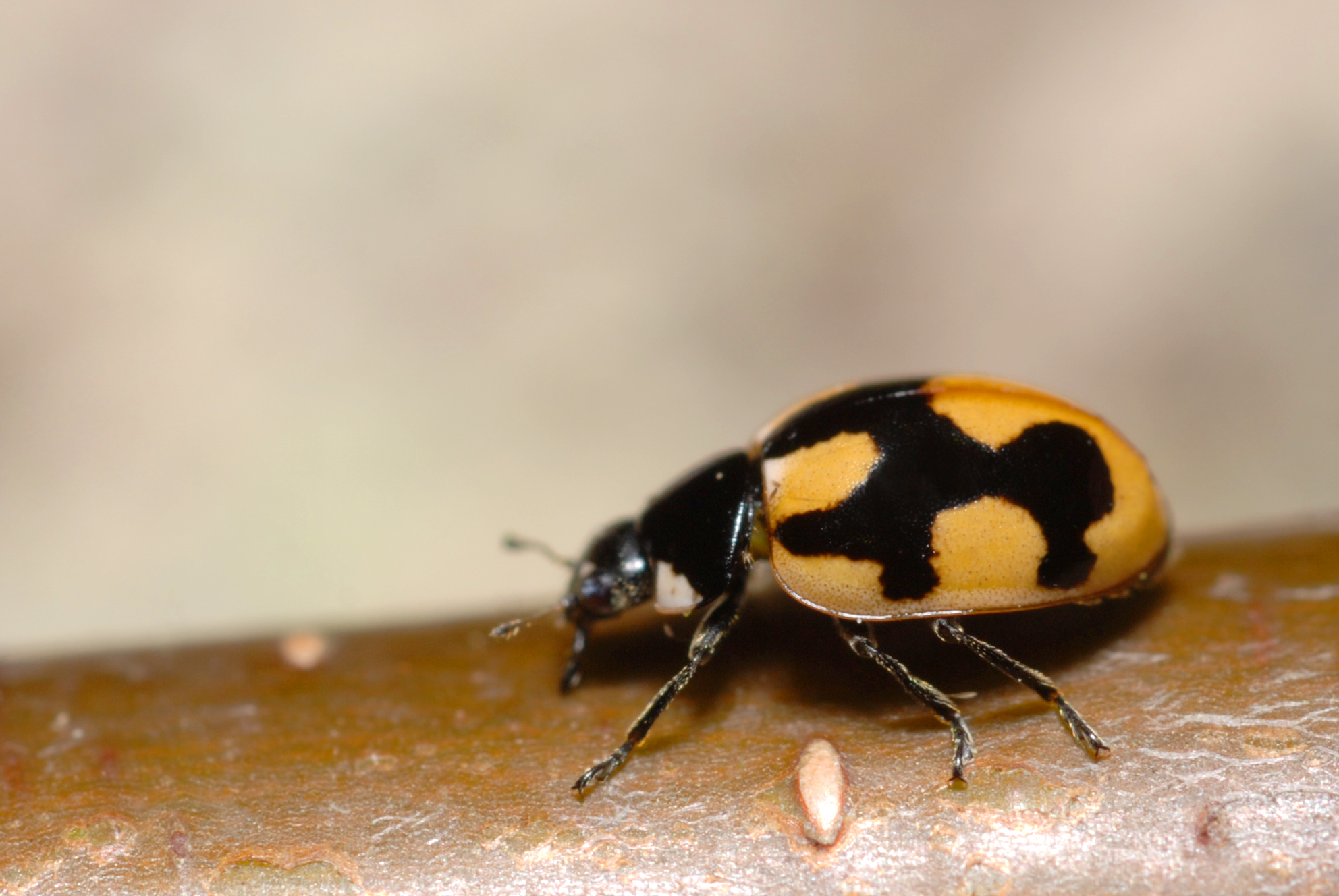
Heidekraut-Marienkäfer (Coccinella hieroglyphica)

Die Käfer der Gattung besitzen eine Körperlänge von etwa einem bis 12 Millimetern. Oft ist die Grundfarbe rot mit zwei, vier, fünf oder zehn schwarzen Punkten auf den Flügeldecken. Es gibt jedoch auch Arten die bis zu 24 schwarzen, braune, rote oder hellen Punkte auf ihrem halbkugelförmigen Körper tragen und mitunter verschmelzen sie derart, dass der Käfer völlig schwarz aussieht. Viele Arten haben auch einem schwarzen Halsschild mit weißen Flecken, Beine und restliche Körperteile sind schwarz.

## Vorkommen
Die meisten Käfer der Gattung sind paläarktisch verbreitet und kommen in Asien, auch auf dem indischen Subkontinent, und in Europa vor. Die nearktischen Arten sind auf Kanada und den Norden der USA beschränkt. Viele Arten sind sehr häufig, einige werden aber beispielsweise in Nordamerika und Europa durch Neozoen wie den zur Blattlausbekämpfung eingeführten Asiatischen Marienkäfer Harmonia axyridis zurückgedrängt.

## Lebensweise
Zu der Ernährung vieler Marienkäferarten gehört der Verzehr von Blattläusen, Schildläusen, Spinnmilben, Wanzen, Larven und Eiern – wobei auch Gelege der eigenen oder verwandter Arten gefressen werden. Asiatische Marienkäfer sind eine Symbiose mit einzelligen Parasiten eingegangen, die von einheimischen Käfern nicht vertragen werden. Sie sterben nach dem Verzehr von Eiern oder Larven, was der eingeschleppten Art eine zügige Ausbreitung ermöglicht.
Marienkäferweibchen paaren sich mit bis zu 20 unterschiedlichen Männchen, wobei eine einzelne Begattung bis zu 18 Stunden dauern kann.
Die Marienkäfer können kurze Strecken gut fliegend bewältigen, sind aber bei ihrer Wanderung ins Winterquartier auf günstigen Wind angewiesen. Ihre Flugrichtung können sie dabei nur bedingt beeinflussen, sodass sich mitunter mehrere Millionen Tieren an Küstenabschnitten sammeln.
Käfer der Gattung Coccinella überwintern in großen Gruppen (Aggregation genannt), diese bestehen aus mehreren hunderten von Käfern, viele sterben dabei jedoch durch Viren und Pilze usw. Alle Arten und ihre Larven leben räuberisch und jagen Blattläuse.

## Systematik

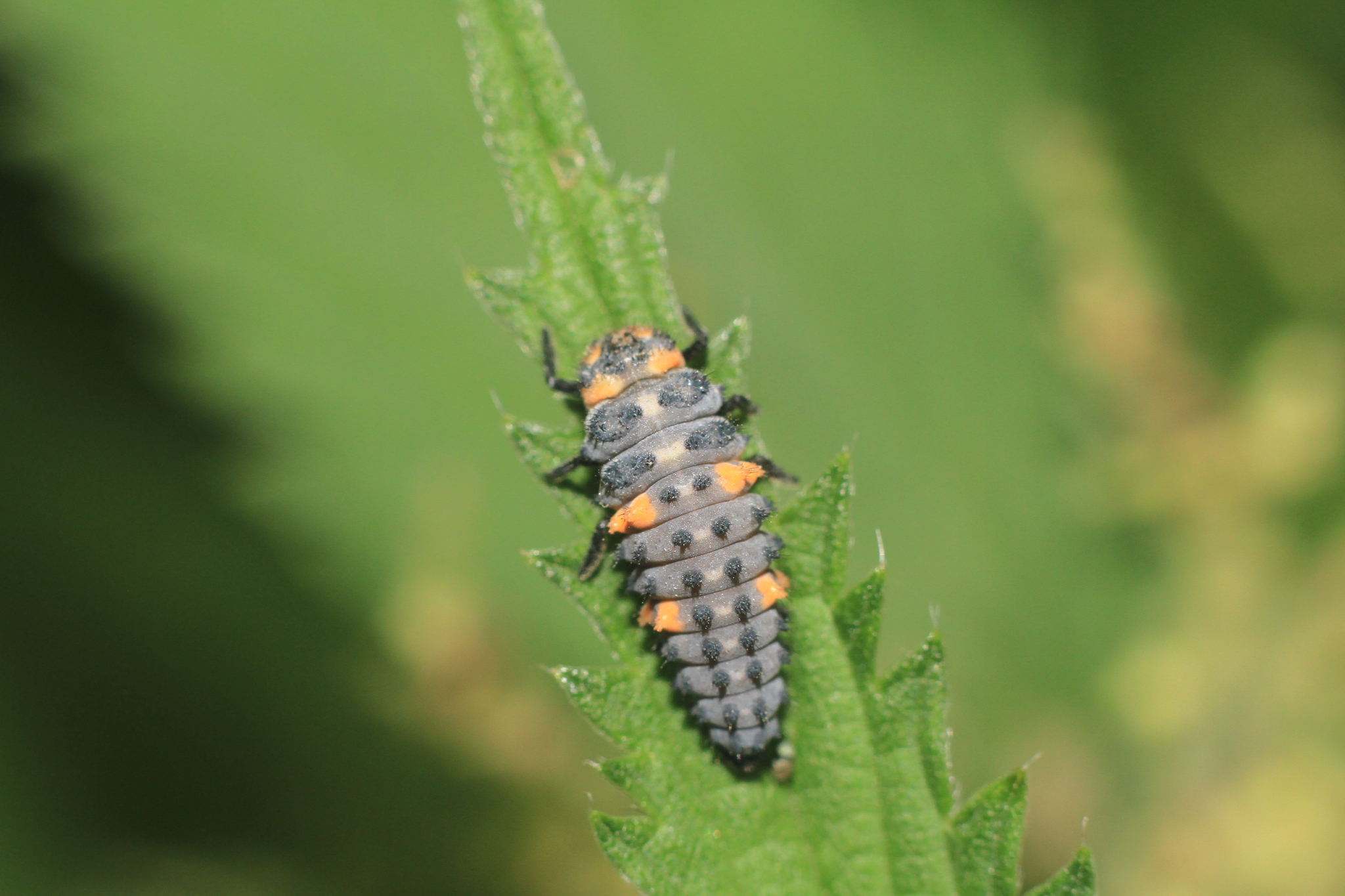
Larve des Siebenpunkt-Marienkäfers an einem Brennnesselblatt

Es werden mehrere Untergattungen unterschieden, darunter Coccinella im engeren Sinn, Chelonitis und Spilota.
Europäische Arten:
- Ameisen-Siebenpunkt-Marienkäfer (Coccinella (Coccinella) magnifica) Redtenbacher, 1843
- Elfpunkt-Marienkäfer (Coccinella (Spilota) undecimpunctata) Linnaeus, 1758
- Fünfpunkt-Marienkäfer (Coccinella (Coccinella) quinquepunctata) Linnaeus, 1758
- Heidekraut-Marienkäfer (Coccinella (Coccinella) hieroglyphica) Linnaeus, 1758
- Siebenpunkt-Marienkäfer (Coccinella (Coccinella) septempunctata) Linnaeus, 1758
- Coccinella (Coccinella) algerica Kovar, 1977
- Coccinella (Coccinella) genistae Wollaston, 1854
- Coccinella (Spilota) miranda Wollaston, 1864
- Coccinella (Coccinella) saucerottei Mulsant, 1850
- Coccinella (Coccinella) trifasciata Linnaeus, 1758
- Coccinella (Chelonitis) venusta (Weise, 1879)

Außereuropäische Arten (Auswahl):

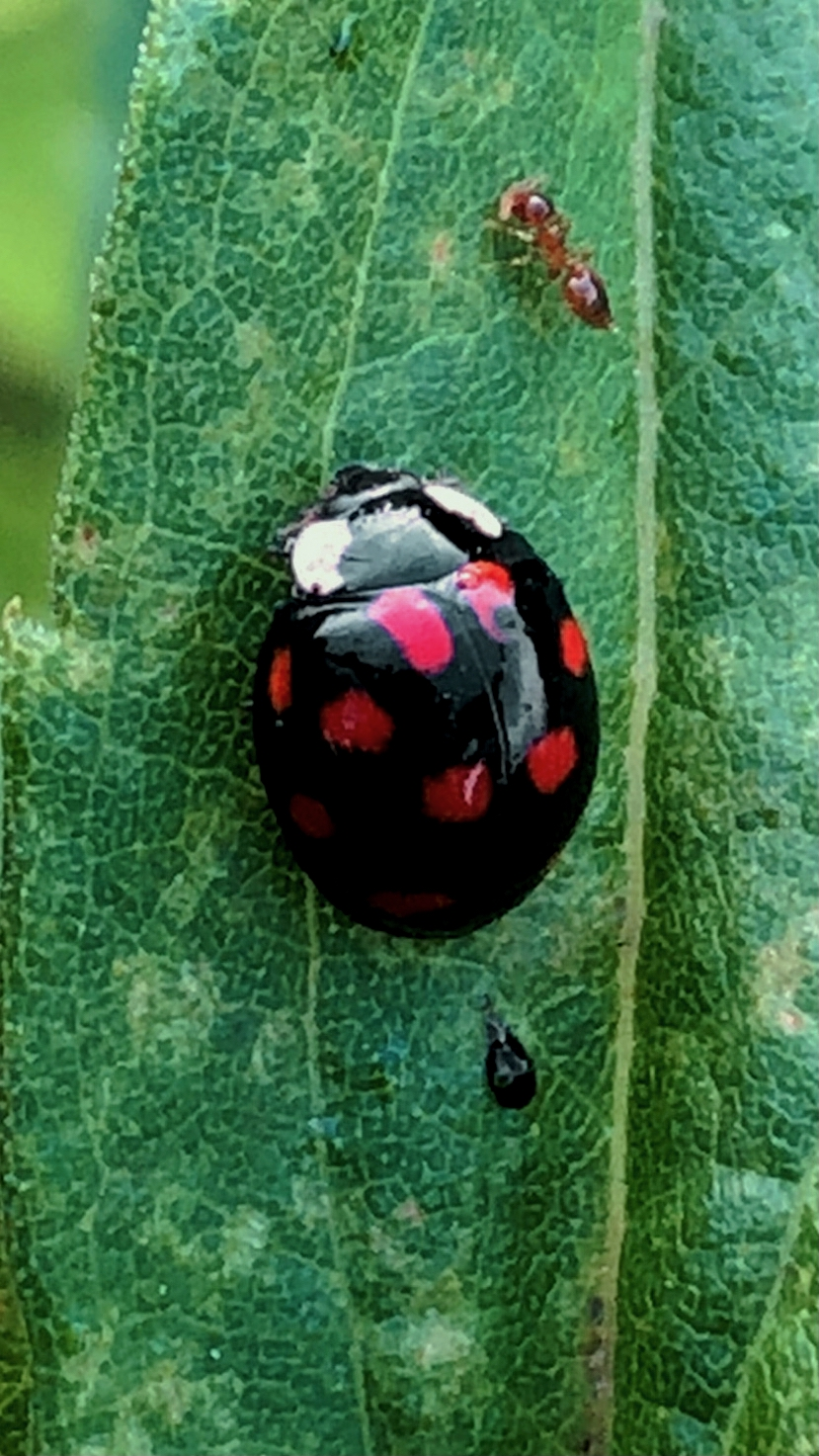
Schwarze Coccinella-Art aus China

- Coccinella alta W. J. Brown, 1962 (Kanada)
- Coccinella californica Mannerheim, 1843 (Nordamerika)
- Coccinella fulgida Watson, 1954 (Kanada, Alaska und Nordostasien)
- Coccinella johnsoni Casey, 1908 (Nordamerika)
- Coccinella lama Kapur, 1963 (Indien, Tibet)
- Coccinella leonina Linnaeus, 1758 (Neuseeland)
- Coccinella luteopicta (Mulsant, 1866) (Indien, Nepal, Tibet, China)
- Coccinella magnopunctata Rybakow, 1889 (Indien, Nepal, Tibet, China, Mongolei)
- Coccinella marussii Kapur, 1973 (Indien, Karakorum-Gebirge)
- Coccinella monticola Mulsant, 1850 (Nordamerika)
- Coccinella nepalensis Iablokoff-Khnzorian, 1982 (Nepal)
- Coccinella nigrovittata Kapur, 1963 (Indien, Tibet, China, Mongolei, Russland)
- Coccinella novemnotata Herbst, 1793 (Nordamerika)
- Coccinella prolongata Crotch, 1873 (Nordamerika)
- Coccinella transversalis Fabricius, 1781 (Indien, Nepal, Sri Lanka, Bangladesh, Südostasien, Japan, Australien, Neuseeland)
- Coccinella transversoguttata Faldermann, 1835 (Indien, China, Japan, Sibirien, Kanada)

## Ähnliche Arten
Viele Arten aus anderen Gattungen der Marienkäfer sehen den Coccinella-Arten sehr ähnlich, vor allem die Arten aus den anderen Gattungen der Unterfamilie Coccinellinae. Darunter ist der in Europa und den USA eingebürgerte Asiatische Marienkäfer (Harmonia axyridis). Der Asiatische Marienkäfer hat eine Reihe von Farbvarianten, die am häufigsten verbreiteten Varianten werden von Laien oft mit Coccinella septempunctata verwechselt. Der Zweipunkt-Marienkäfer aus der Gattung Adalia unterscheidet sich vom Siebenpunkt-Marienkäfer auf den ersten Blick nur durch die Anzahl der Punkte und wird oft für eine Variante gehalten. Wegen ihrer ähnlichen Lebensweise können der Zweipunkt-Marienkäfer und der Siebenpunkt-Marienkäfer oft auf denselben Pflanzen bei der Jagd auf Blattläuse angetroffen werden. Adalia gehört wie Coccinella zum Tribus Coccinellini. Psyllobora aus dem Tribus Psylloborini hat ebenfalls einige den Coccinella-Arten ähnliche Vertreter. Diese ernähren sich aber nicht von Blattläusen, sondern vom Echten Mehltau, einem Schlauchpilz.